# Kathedrale von Ouagadougou

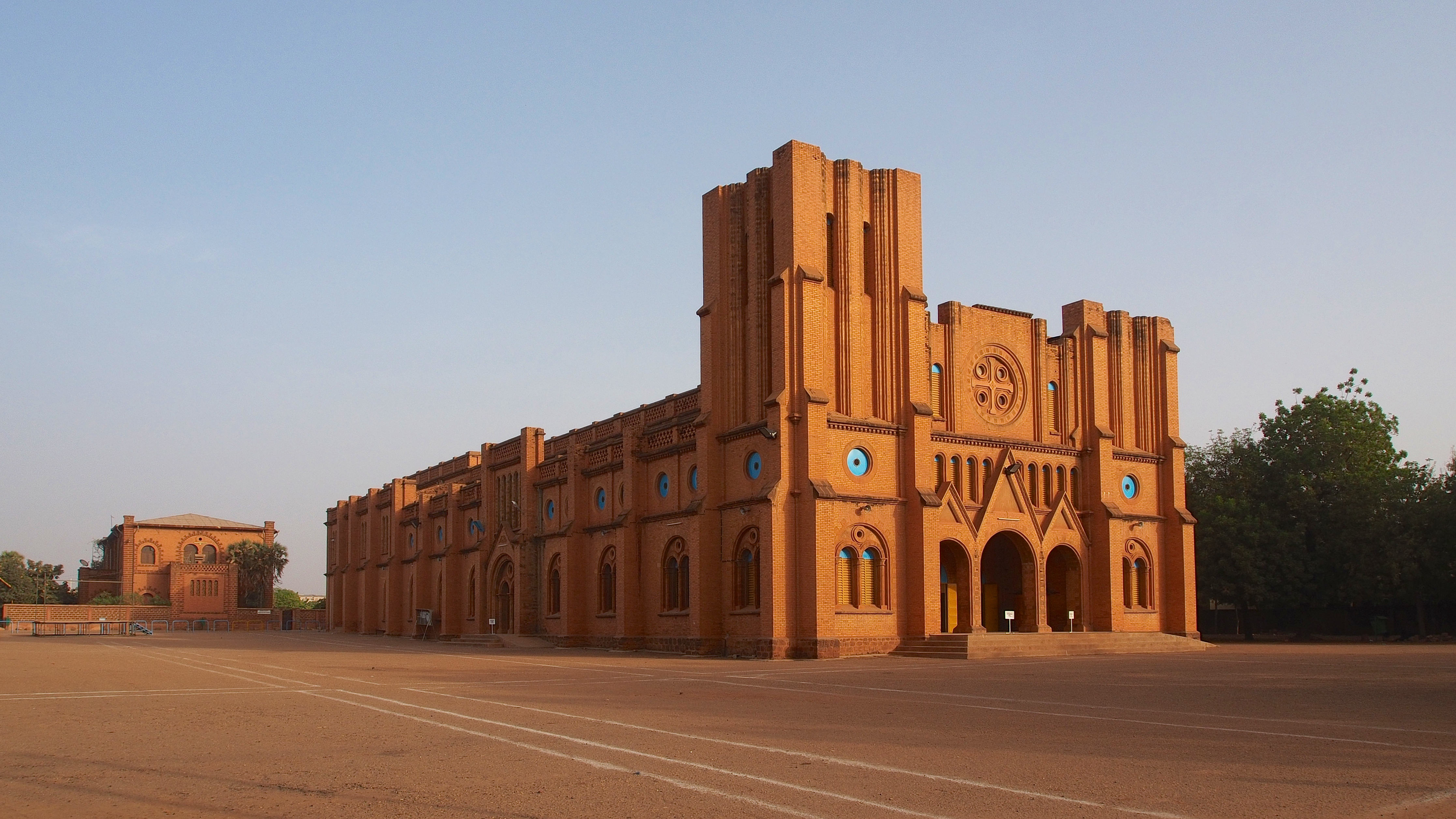
Die Kathedrale von Ouagadougou (2013)

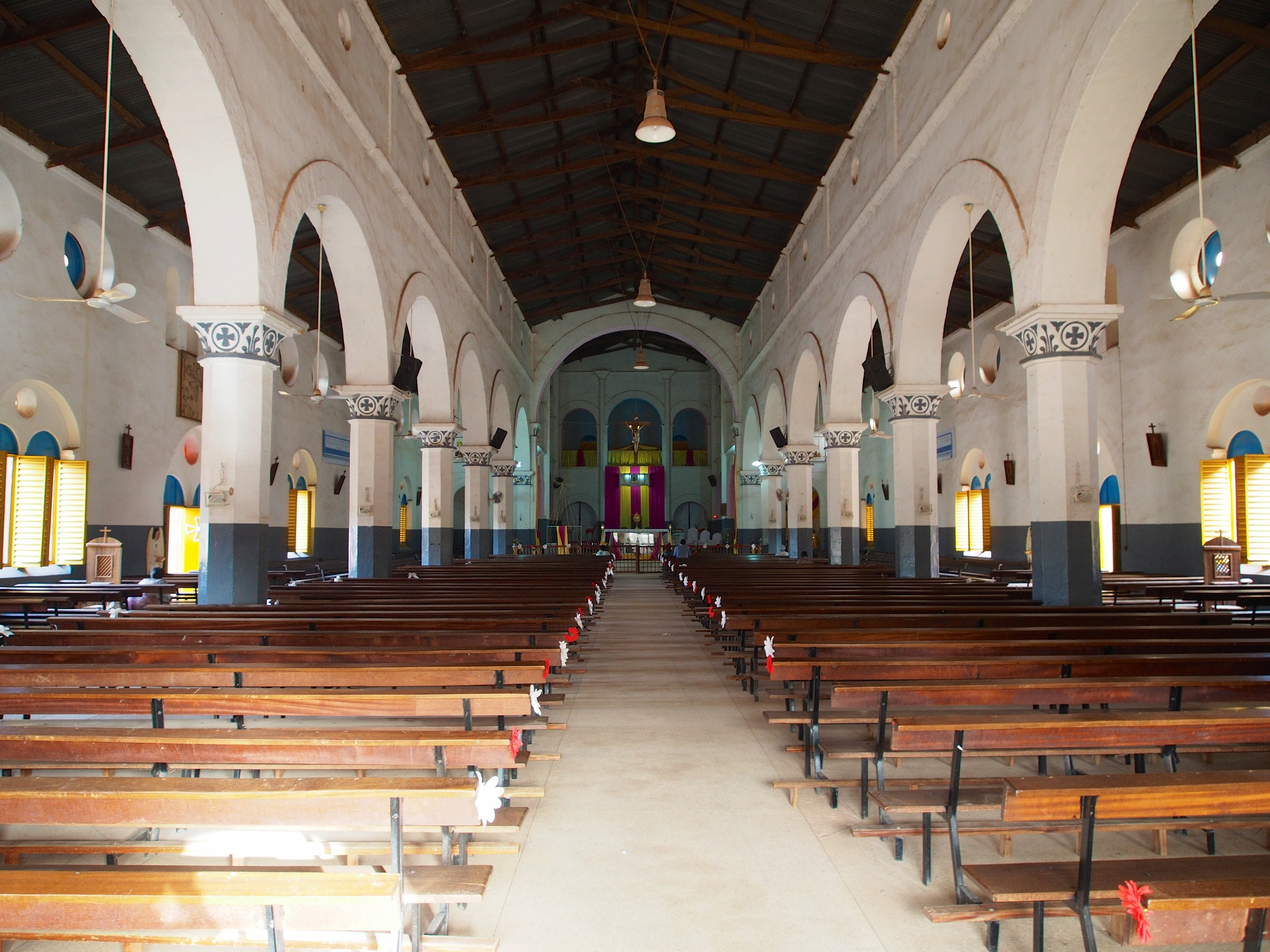
Innenansicht der Kathedrale (2013)

Die Cathédrale de l’Immaculée-Conception (Kathedrale der Unbefleckten Empfängnis) ist eine Kathedrale in Ouagadougou, der Hauptstadt des westafrikanischen Staates Burkina Faso. Sie wurde auf Initiative des französischen Missionars und Bischofs Joanny Thévenoud (1878–1949) zwischen 1934 und 1936 erbaut und ist Bischofskirche des Erzbistums Ouagadougou.
Als Baumaterial wurden die für die Region traditionellen Lehmziegel (Banco) gewählt. Die Architekturformen erinnern an die europäische Romanik. Der Grundriss ist der einer dreischiffigen Basilika ohne Querhaus. Dieses Schema wurde jedoch nur zweigeschossig realisiert, so dass der großen Länge und Breite des Baus eine relativ geringe Höhe entspricht. Zusammen mit den ungleich hohen, wie „abgebrochen“ wirkenden Türmen erweckt das Bauwerk den gewollten Eindruck des noch Unvollendeten.
Das Kirchengebäude liegt im Zentrum der Stadt im Stadtviertel Quartiers Saints (Secteur 1) an der avenue Bassawarga und der avenue de la Cathédrale.